# Argyrodes gemmatus
Espèce
Synonymes
- Argyrodes gemmata Rainbow, 1920

Argyrodes gemmatus est une espèce d'araignées aranéomorphes de la famille des Theridiidae.

## Distribution
Cette espèce est endémique de l'île Lord Howe à l'Est de l'Australie.

## Publication originale
- Rainbow, 1920 : Arachnida from Lord Howe and Norfolk Islands. Records of the South Australian Museum, vol. 1, p. 229-272 (texte intégral).